# Planococcus (bacteria)
Planococcus, del latin planus, "plano", y del griego clasico κόκκος (kókkos), "esfera", es un género de bacterias grampositivas, conocidas en español como planococos, que pertenece a la familia Planococcaceae. Agrupa a especies móviles —por uno o dos flagelos—, aerobias, catalasa-positivas y nitrato reductasa-negativas.

## Etimología
Planos es una palabra griega que significa «errante» o «nómada», mientras que kókkos (κόκκος) significa «grano», en referencia a su forma esférica.

## Microbiología
Las especies son aerobias, móviles, flageladas, catalasa-positivas, nitrato reductasa-positivas y no esporuladas. En los medios de cultivo producen colonias circulares de color amarillo anaranjado. Este pigmento carotenoide es soluble en metanol, pero no en agua. Pueden crecer en ambientes salinos —o sea, son halófilas—. Crecen a temperaturas frías o templadas —son psicrófilas o mesófilas—. El contenido GC de su genoma varía entre el 39 % y 48 %.
Se han aislado en agua de mar, peces, almejas, gambas y el suelo de la Antártida.

## Taxonomía
Este género contiene las siguientes especies:
- Planococcus antarcticus
- Planococcus citreus
- Planococcus columbae
- Planococcus crocinus
- Planococcus dechangensis
- Planococcus donghaensis
- Planococcus faecalis
- Planococcus halocryophilus
- Planococcus halotolerans
- Planococcus kazaiensis
- Planococcus kocurii
- Planococcus maitriensis
- Planococcus maritimus
- Planococcus massiliensis
- Planococcus pelagicus
- Planococcus plakortidis
- Planococcus psychrotoleratus
- Planococcus rifietoensis
- Planococcus ruber
- Planococcus salinarum
- Planococcus salinus
- Planococcus versutus